# Bos t'Ename
Bos t'Ename is een erkend natuurreservaat in de Vlaamse Ardennen in Zuid-Oost-Vlaanderen (België).
Het 105 ha grote natuurreservaat ligt op het grondgebied van de stad Oudenaarde (deelgemeente Ename) en wordt onder andere beheerd door Natuurpunt. Het Bos t'Ename heeft een grote cultuurhistorische waarde en is al eeuwenlang verbonden met het dorp Ename. Het bosgebied wordt al eeuwen uitgebaat als middelhoutbos. Het Bos t'Ename is erkend als Europees Natura 2000-gebied (Bossen van de Vlaamse Ardennen en andere Zuid-Vlaamse bossen) en maakt samen met het Volkegembos deel uit van het Vlaams Ecologisch Netwerk. In 1999 werd het Bos t'Ename (samen met de Everbeekse bossen en later het Raspaillebos) opgenomen in een LIFE-project van de Europese Unie.

## Landschap
Het natuurhistorisch bosgebied ligt op de steile oostelijke flank van de Scheldevallei. Het reservaat bestaat uit bos, graslanden, poelen en ligt op een hoogte van 13 m tot 70 m.

## Historisch
Reeds van in de Middeleeuwen is dit bos nauw verbonden met het toenmalige havenstadje Ename, en later met de abdij van Ename. Het bos heeft steeds een belangrijke rol gespeeld in het dagelijkse leven in Ename.

## Fauna
Het Bos t'Ename herbergt een bijzonder rijke fauna. Het natuurreservaat staat vooral bekend om de verschillende soorten watersalamanders die er voorkomen, waaronder de zeldzame kamsalamander. Daarenboven biedt het bos onderdak aan talloze vogels (boomvalk, bosuil, kwartel, boomklever, kleine bonte specht, grote bonte specht, grote gele kwikstaart, nachtegaal, vuurgoudhaantje enz.), zoogdieren en insecten (waaronder vermiljoenkever).

## Flora
Het reservaat bestaat vooral uit els en es; hier en daar groeit ook zomereik en haagbeuk, met verschillende stukjes bronbos.In de kruidlaag van het natuurreservaat Bos t'Ename komen heel wat zeldzame plantensoorten voor; één derde van de Vlaamse flora is er vertegenwoordigd. De bekendste soorten die in het bos bloeien zijn boshyacint, salomonszegel, bosanemoon, paarse schubwortel, slanke sleutelbloem, keverorchis, boswederik, donkere ooievaarsbek, echte koekoeksbloem.

## Natuurbeleving
Het natuurgebied kan verkend worden langs twee bewegwijzerde wandelroutes (Mariette Tielemanspad (5,5km) en Aardgas Natuurpad (6,2 km)) en via het wandelknooppuntennetwerk 'Vlaamse Ardennen Zwalmvallei'.

## Afbeeldingen

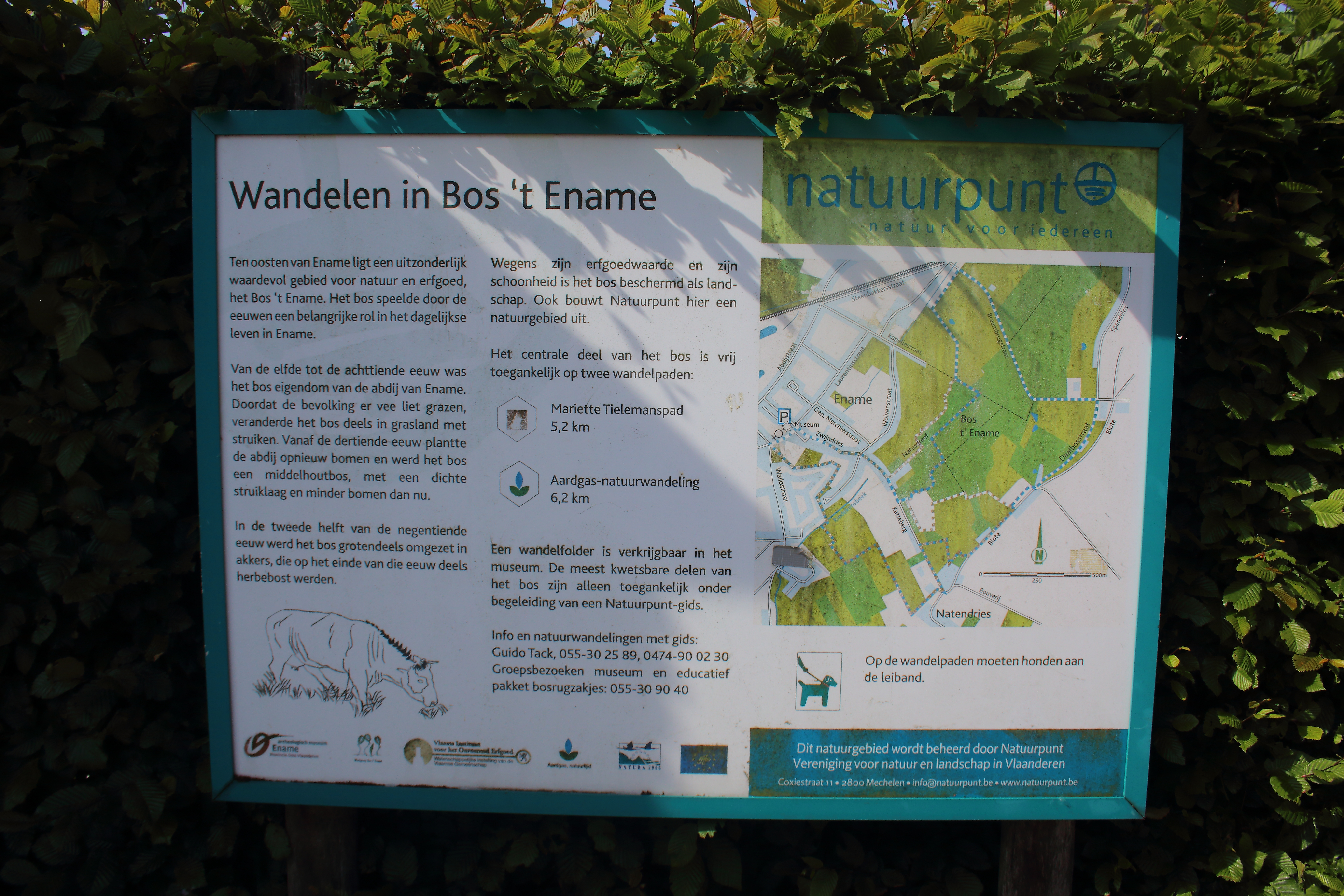
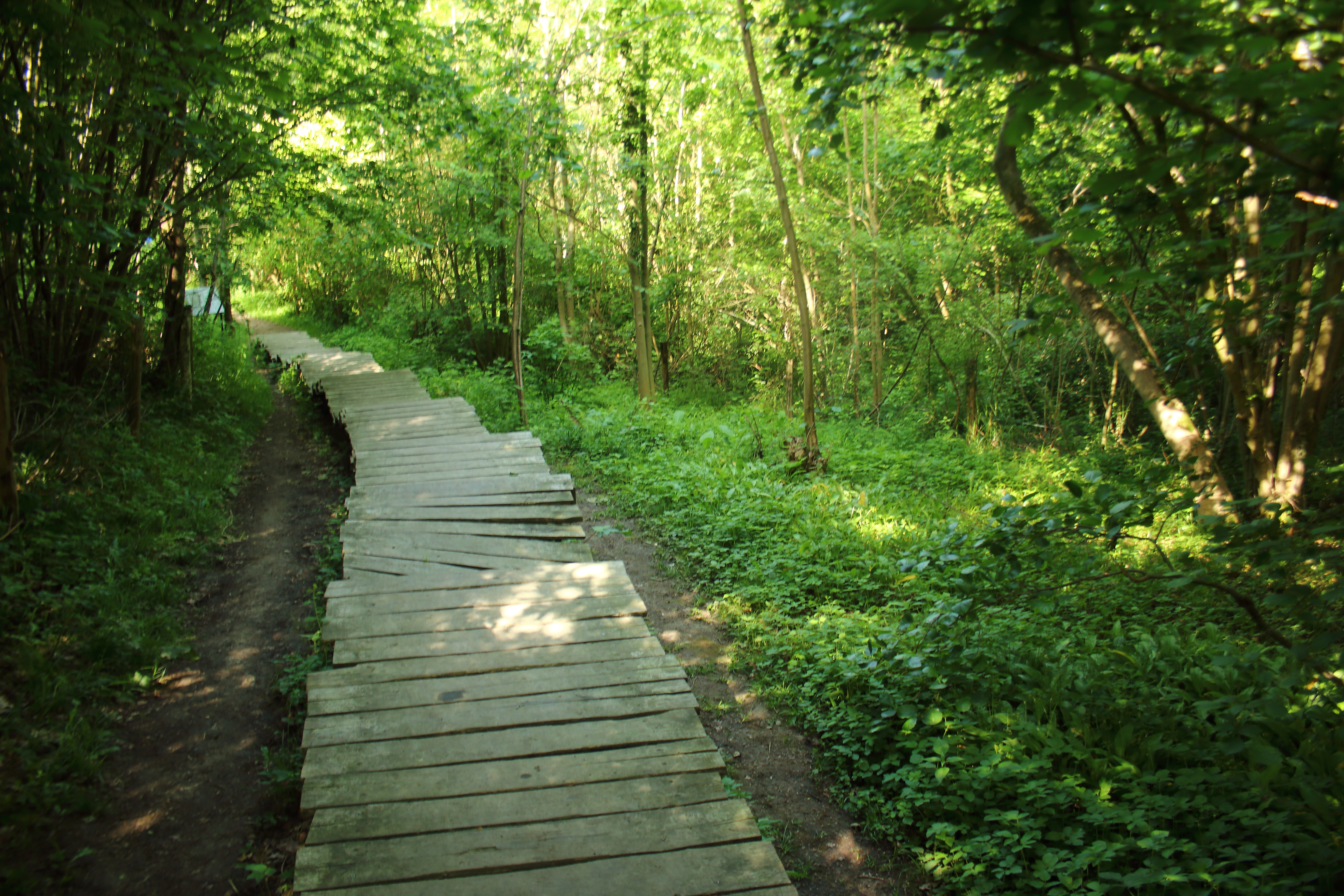
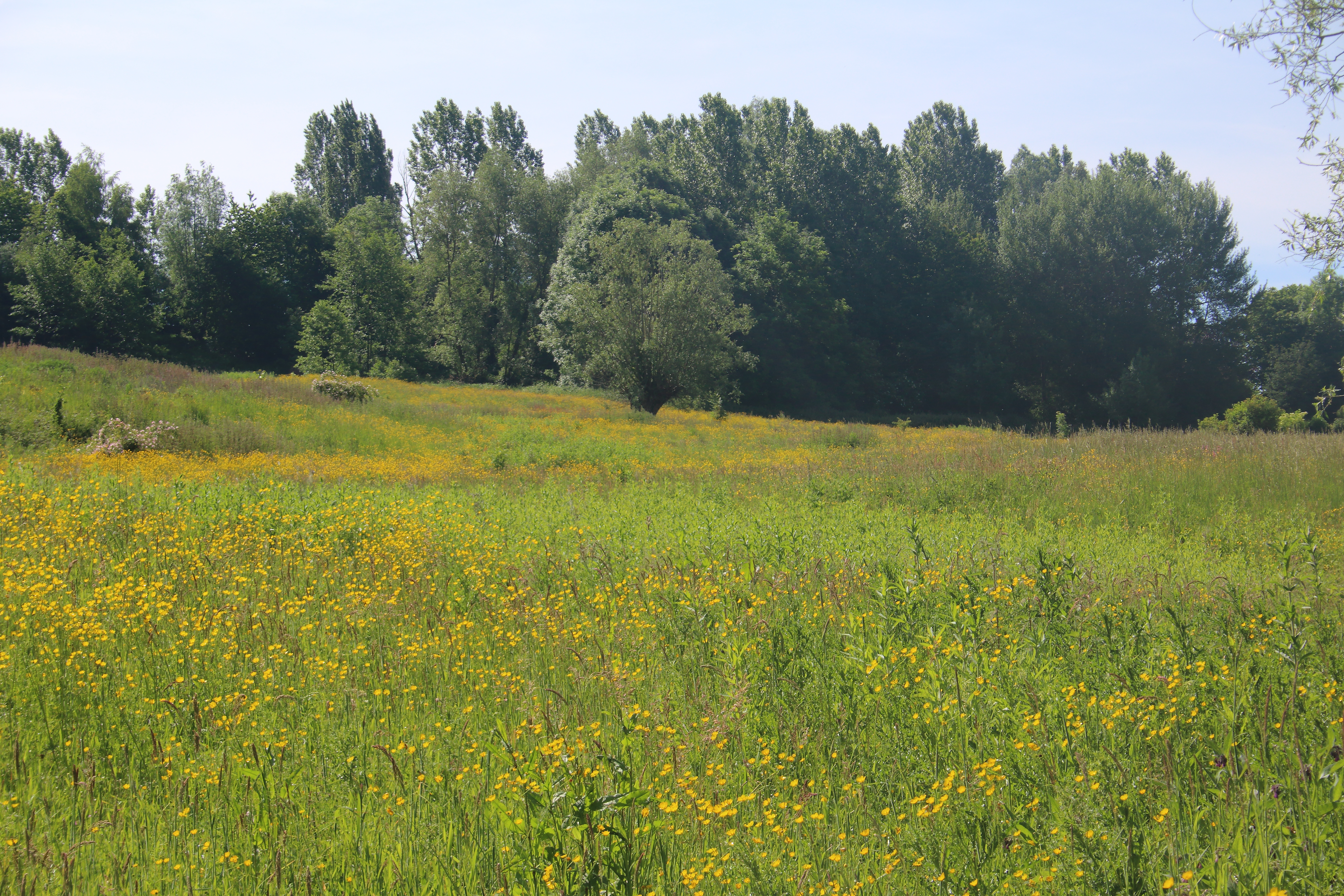
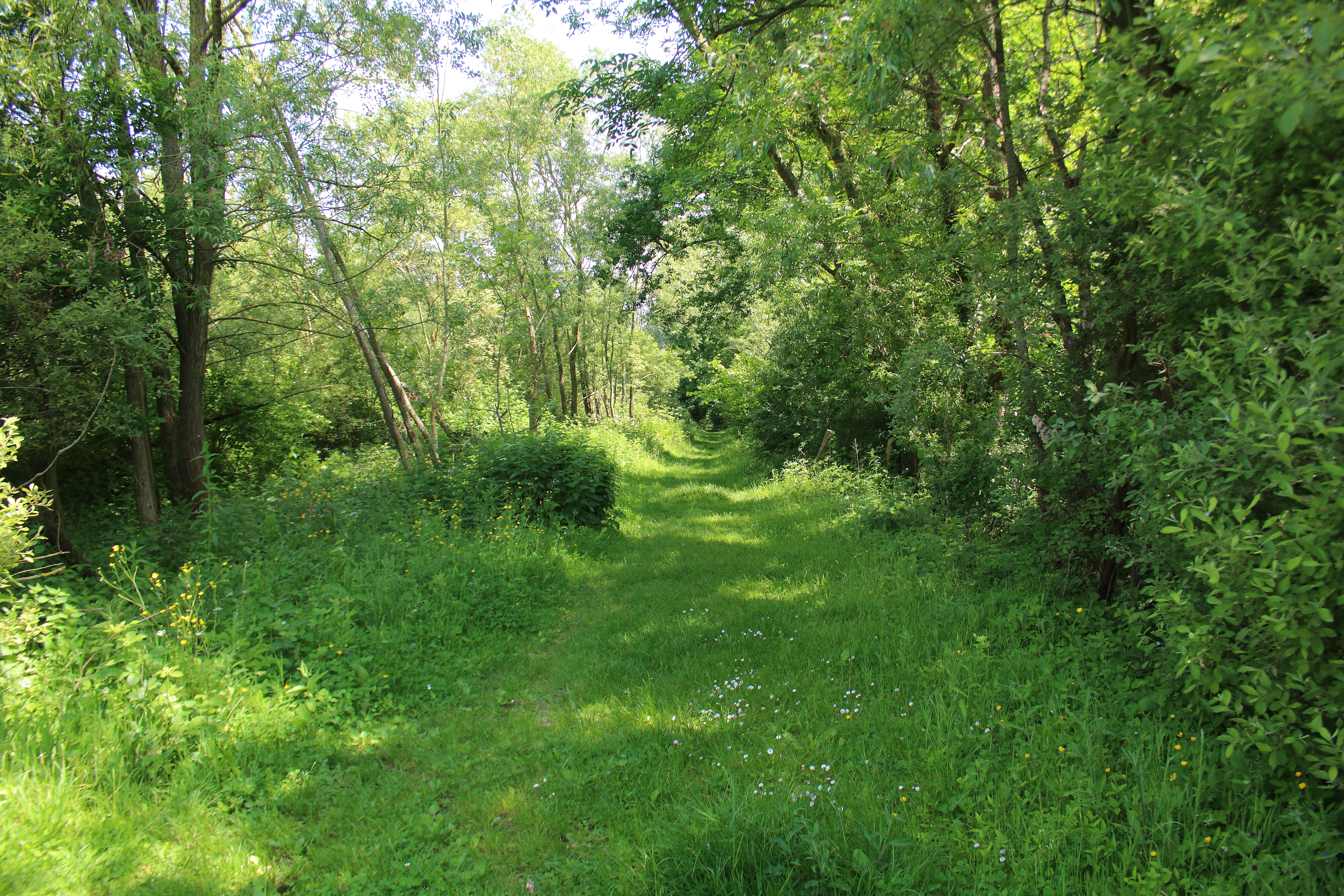